# Ashley Bell

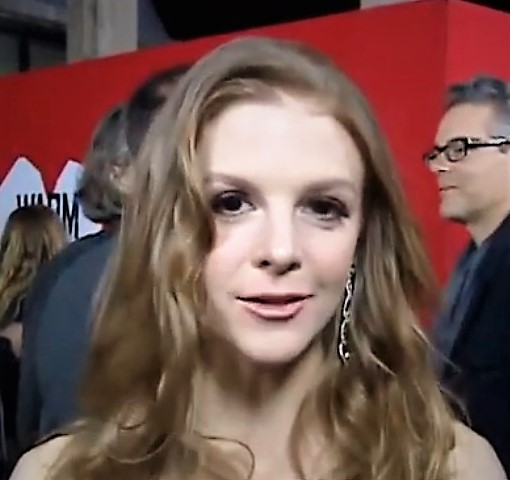
Ashley Bell, 2013

Ashley Bell (* 26. Mai 1986 in Santa Monica, Kalifornien) ist eine US-amerikanische Schauspielerin.

## Leben
Ashley Bell wurde als Tochter der Schauspieler Michael Bell und Victoria Carroll geboren. Sie besuchte die Tisch School of the Arts an der New York University und beendete die Ausbildung 2007 mit einem Bachelor of Fine Arts.
Nach einigen Auftritten in Fernsehserien wie Boston Public und CSI: Vegas spielte sie 2010 in dem Horrorfilm Der letzte Exorzismus und dessen Fortsetzung Der letzte Exorzismus: The Next Chapter die Rolle der Nell Sweetzer. Für ihre Darstellung in Der letzte Exorzismus wurde sie für den Independent Spirit Award als Beste Nebendarstellerin nominiert. 2012 drehte sie für WWE Films unter der Regie von Douglas Aarniokoski den Science-Fiction-Drama-Thriller The Day – Fight. Or Die..

## Filmografie (Auswahl)
- 2009: Stay Cool – Feuer & Flamme (Stay Cool)
- 2010: Der letzte Exorzismus (The Last Exorcism)
- 2011: The Truth About Angels
- 2012: The Day – Fight. Or Die. (The Day)
- 2012: Chasing Shakespeare
- 2013: Sparks – The Origin of Ian Sparks (Sparks)
- 2013: The Marine 3: Homefront
- 2013: Der letzte Exorzismus: The Next Chapter (The Last Exorcism Part II)
- 2013: The Walking Dead: The Oath (Webserie, 3 Episoden)
- 2013: Boom! Sex mit der Ex
- 2015: There Is a New World Somewhere
- 2015: Don’t Wake Mommy
- 2016: Carnage Park
- 2017: Novitiate
- 2018: The Swerve
- 2020: Voices
- 2021: Witch Hunt